# Aloïs Nebel (film)
Pour les articles homonymes, voir Alois Nebel.
Pour plus de détails, voir Fiche technique et Distribution.
Aloïs Nebel est un long métrage d'animation germano-tchèque réalisé par Tomás Lunák, sorti en République tchèque en 2011 et en France le 14 mars 2012. Il s'agit d'une libre adaptation de la trilogie de bande dessinée du même nom scénarisée par Jaroslav Rudiš et dessinée par Jaromír 99, qui relate un drame dans le contexte de la République tchèque de la seconde moitié du XXe siècle. Le film est un dessin animé en deux dimensions et en noir et blanc.

## Synopsis
L'intrigue commence en Tchécoslovaquie à l'automne 1989. Aloïs Nebel, chef d'une petite gare dans une petite commune de la région des Jeseníky, la partie orientale des Sudètes près la frontière polonaise, vit seul, plongé dans ses souvenirs qu'il croit revoir chaque fois que le brouillard se lève et qui remontent à l'immédiate après-guerre, lors de l'expulsion hors de Tchécoslovaquie des Allemands des Sudètes.
Alors que commence la révolution de velours qui ne semble pas toucher cet homme hanté par ce passé tragique, un mystérieux muet franchit la frontière. Il n'est pas sans lien avec l'histoire qui obsède Alois. Tous deux ont la même photo représentant quatre personnes :
- le père d'Alois, chef de gare lui aussi du temps où la gare portait le double nom tchèque et allemand de Weißbach / Bílý potok (Le ruisseau blanc) ;
- le vieux Wachek, ancien bras armé du régime et père du peu sympathique collègue d'Alois, trafiquant corrompu et opportuniste ;
- un homme et une femme dont l'identité se révélera au gré des flash-backs qui accompagnent les cauchemars d'Alois[3].

## Fiche technique
- Titre original : Alois Nebel
- Réalisation : Tomás Lunák
- Scénario : Jaroslav Rudiš et Jaromír « 99 » Svejdík
- Musique originale : Petr Kruzík
- Photographie : Baset Jan Strítezský
- Montage : Petr Riha
- Direction artistique : Jaromír Svejdík
- Décors : Henrich Boraros
- Costumes : Katarina Hollá
- Sociétés de production : Ceská Televize, Pallas Film, Negativ
- Distribution : Aerofilms (République tchèque, sortie en salles)
- Pays :  République tchèque,  Allemagne
- Langue : tchèque
- Format : 1,85:1
- Couleur : noir et blanc
- Son : Dolby Digital
- Durée : 84 minutes
- Dates de sortie : 
  -  République tchèque : 29 septembre 2011
  -  France : 14 mars 2012

## Production
Le film a été réalisé à partir de prises de vue avec des acteurs réels, qui ont été redessinés selon la technique de la rotoscopie. Le personnage d'Aloïs Nebel se base ainsi sur les traits, les mouvements et le jeu de l'acteur Miroslav Krobot.

## Distinctions
- Le film reçoit douze nominations de l'Académie tchèque de cinéma et de télévision en 2011 et remporte finalement quatre Lions tchèques, pour la musique, le son et les décors[4].
- Film d'animation européen de l'année au Prix du cinéma européen 2012